# Kings Waran
Kings Waran (Varanus kingorum), alternativ auch Kings Felswaran, ist eine Art der Schuppenkriechtiere (Squamata) aus der Gattung der Warane (Varanus). Er lebt in Nordost-Australien, ist einer der kleinsten Warane und ernährt sich von kleinen Insekten. Benannt wurde die Art zu Ehren der nicht miteinander verwandten Herpetologen Max King und R. Dennis King.

## Merkmale
Kings Waran ist eine recht kleine Art der Warane. 5 in Museen konservierte Exemplare haben Kopf-Rumpf-Längen von 6,7–11,4 cm (im Schnitt ~ 10 cm), die Schwanzlängen reichen von 20–27 cm. Die Schwanzlänge beträgt im Schnitt das 2,3fache der Kopf-Rumpf-Länge, der Schwanz ist damit für Warane proportional sehr lang. Die Klauen des Kings Waran sind kurz, dick und gekrümmt. Der Schwanz ist nahe am Ansatz im Querschnitt seitlich zusammengepresst, auf mittlerer Länge nahezu dreieckig und zum Ende hin elliptisch. Die Schuppen des Schwanzes sind stark gekielt.
Kings Waran ist rotbraun, und diese Grundfarbe ist mit dunkelbraunen bis schwarzen Zeichnungen durchsetzt. Die Körperunterseite ist gelbbraun bis weiß und zeigt allem an der Kehle dunklen Zeichnungen. Von anderen, sympatrisch vorkommenden Warane kann er durch seine geringe Größe und den verhältnismäßig langen Schwanz unterschieden werden.

## Verbreitung
Kings Waran ist nur aus einem kleinen Gebiet im Westen von Kimberley bekannt. Am häufigsten ist die Art im östlichen Teil ihres Verbreitungsgebiets (äußerster Nordosten von Western Australia). Von Wyndham im Süden erstreckt sich das Verbreitungsgebiet nach Norden bis zum Turkey Creek, und vom Turkey Creek als westlichste Grenze der Verbreitung bis zum Timber Creek im Northern Territory, dem östlichsten bekannten Fundort. Die Warane bewohnen sandige, von Eukalypten bewachsenen Böden oder tropische Savanne. Wichtig für den Kings Waran sind Felsen oder Felsenformationen.

## Lebensweise
Wie alle Warane ist Kings Waran tagaktiv. Er ist boden- und felsenbewohnend und nutzt Felsspalten als Unterschlupf. Über weitere Aspekte der Lebensweise in der Natur ist nur wenig bekannt.
In Terrarien gehaltene Tiere gingen auf Sandböden neben ihren Unterschlüpfen auf die Jagd, in der Natur jagen sie wohl auf den Felsen und in deren Umgebung. Bei 3 gefangenen Exemplaren wurden die Mageninhalte untersucht, und ausschließlich Insekten als Beute bestätigt. Die Hälfte der Mageninhalte machten Springheuschrecken aus, die weiteren Anteile waren 25 % Blattiden, 12,5 % Termiten und 12,5 % Insekteneier.
Die Fortpflanzung von Kings Waran ist auch nur unzureichend untersucht. In Museen aufbewahrte, im Februar gefundene Exemplare zeigten Anzeichen von Fortpflanzungsaktivität (z. B. Keimzellenproduktion), in der Wildnis liegt die Fortpflanzungszeit also in der Regenzeit. Kings Warane legten in Gefangenschaft 3–6 Eier in Bodennester und Gänge unter Felsen (Eidenmüller 2001). Die Weibchen produzierten innerhalb von 2–3 Monaten 2 Gelege. Die Jungtiere schlüpften bei 27–29 °C Inkubationstemperatur nach 97–119 Tagen. Sie waren im Schnitt 13,5 cm lang und 1,5–2,1 g schwer. Die Schwänze der Jungtiere waren mit einem Verhältnis von 1,7 zur Kopf-Rumpf-Länge proportional kürzer als bei ausgewachsenen Tieren.